# Gottlob Leberecht Schulze
Gottlob Leberecht Schulze (* 25. April 1779 in Hirschfeld; † 6. April 1856 in Dresden) war ein deutscher Theologe, Geheimer Kirchen- und Schulrat, Pfarrer, Lehrer und Verfasser des ersten sächsischen Volksschulgesetzes von 1835.

## Leben
1779 in Hirschfeld geboren, zog Schulze im Alter von sechs Jahren mit seiner Familie nach Werdau, wohin sein Vater als zweiter Knabenlehrer und Kantor berufen worden war. Der Schulbildung in seiner neuen Heimatstadt durch seinen Vater und den Rektor schloss sich 1791 eine Ausbildung an der Landesschule in Grimma an, deren Qualität er später stark kritisierte. 1796 bezog er, unterstützt durch Stipendien, für vier Jahre die Universität Leipzig, um sich auf ein späteres Pfarramt vorzubereiten. Er widmete sich neben Physik und Astronomie, zu der er später mehrere Schriften veröffentlichte, Musik und modernen Sprachen vor allem philologischen, philosophischen und theologischen Themen.
Nach dem Ende seiner Studien arbeitete er ab 1800 zunächst als Unterlehrer an der von einem aufklärerischen Geist geprägten Ratsfreischule in Leipzig, wo er mit rationalistischen Ansätzen des Religionsunterrichts in Berührung kam. 1804 trat Schulze die Stelle des dritten Lehrers am Lyzeum in Schneeberg an, wo zuvor sein Vater unterrichtet worden war, und erteilte Unterricht vor allem in den alten Sprachen. 1809 übernahm Schulze das Pfarramt der Kirche Polenz. Der Besitzer des Dorfes, Oberforstmeister Gottlob Heinrich von Lindenau, war der Vater einer der Schülerinnen Schulzes und hatte ihm die Stelle verschafft. Nach dem Tod des alten Schulmeisters und der Wahl des neuen Lehrers durch Schulze begannen die beiden Männer, das Schulwesen des Ortes im Geist der Aufklärung zu verbessern.
Erneut sorgte von Lindenau für eine Versetzung Schulzes. Er trat an den Kabinettsminister Detlev von Einsiedel heran, woraufhin Schulze 1823 als Kirchen- und Schulrat nach Bautzen berufen wurde, wo er seinen Ideen in größerem Rahmen nachgehen konnte und mehrere theoretische Schriften zum Schulwesen verfasste. Seine Arbeit fand beim sächsischen Kultusministerium derartigen Anklang, dass Schulze 1832 zum Geheimen Kirchen- und Schulrat berufen wurde. Bereits 1830 hatte ihn die Universität in Leipzig ehrenhalber zum Doktor der Theologie promoviert. Sein größtes Verdienst erwarb sich Schulze mit dem von ihm entworfenen Volksschulgesetz, das 1835 in Kraft trat.
Aus gesundheitlichen Gründen trat Schulze 1847 von seinem Amt zurück und lebte bis zu seinem Tod 1856 in Dresden.

## Werke
- Kurze Darstellung des Planetensystems unserer Sonne, so weit es von dem reifern Verstande einer wohlunterrichteten Jugend, bey weiterer mündlichen Erklärung, begriffen werden kann. Leipzig 1808. Zweite Auflage, Leipzig: Baumgärtner, 1825.
- Das Sonnensystem, so wie es jetzt bekannt ist. Fleischer, Leipzig 1811. (Digitalisat)
- Darstellung des Weltsystems  Ein Leitfaden für den Unterricht in der Astronomie auf Schulen. Baumgärtner, Leipzig 1811.
- Lehrbuch der Astronomie für Schulen und zum Selbst-Unterricht für gebildete Naturfreunde. Mit deutlichster Beschreibung der vorzüglichsten astronomischen Instrumente, Beobachtungsmethoden und Versinnlichungswerkzeuge. Zweyte, gänzlich umgearbeitete Auflage des „Sonnen-Systems, wie es jetzt bekannt ist.“ Mit vier Kupfertafeln. Leipzig; Sorau: Friedrich Fleischer, 1821.
- Die vorzüglichsten Gegenstände des Landschulwesens und der Verbesserung desselben, mit besonderer Rücksicht auf die Königl. Sächs. Oberlausitz. Schulze, Bautzen 1826. (Digitalisat)
- Legographologie, oder Anleitung zu einer gründlichen und naturgemässen Behandlung des Elementar-Unterrichts im Lesen und Rechtschreiben. Tauchnitz, Leipzig 1830.
- Astronomia per Nicolaum Copernicum instaurata religionis et pietatis christianae per Martinum Lutherum ad scripturae sacrae normam repurgatae egregia adjutrix. Commentatio astronomico-theologica, quam S. V. theologorum ordini in academia Lipsiensi pro summis in theologia honoribus inter sacra saecularia traditae ante trecentos annos Augustanae Confessionis ipsi oblatis. Adjectae sunt adnotationes singulis quibusdam locis illustrandis inservientes. Bautzen: E. G. Monsius, 1830. Digitalisat, Google Books
- Das Elementar-Volksschulgesetz für die königlich sächsischen Lande vom 6. Juni 1835.
- Erläuterungen zu der Schrift: Das veranschaulichte Weltsystem, oder die Grundlehren der Astronomie und deren leichte und sichere Veranschaulichung durch eigenthümliche Versinnlichungswerkzeuge; nebst genauer Beschreibung dieser Werkzeuge und vollständiger Anweisungzu deren vielseitigem Gebrauche. Dresden; Leipzig: Karl Tauchnitz, 1838.
- Kleines mathematisches Hand- und Hülfsbuch zum Verständnis populärer astronomischer und physikalischer Schriften und Vorträge, 1839.
- Erstes Übungsbuch für Leseschüler, 1845.
- Die Astronomie in populärer Darstellung. Mit vielen Holzschnitten und einer lithographirten Sternkarte. Leipzig: Bernhard Tauchnitz jun., 1847.

## Ehrungen
- 1830 Ehrendoktor der Universität Leipzig
- 1839 Ehrenbürger der Stadt Werdau anlässlich seines 60. Geburtstages
- 1844 Ritter des königlich-sächsischen Zivilverdienstordens
- Die Dr.-Leberecht-Schulze-Straße in Werdau ist nach ihm benannt.

## Publikationen
- KAL Ordiniertenbuch Thomaskirche Bl. 50v. Junghähnel. K. Bartsch: 1782 loc.2067 Bl.432 b, 439 b; 1783 loc. 2067, Bl.719 b; 1785 loc. 2068 Bl. 252, 278 b; 1786 loc. 2068 Bl. 459 b
- Ecce St. Afra 1908, 27. Herzog H 225, 157 ff. Kr. 506.
- „Der Kampf der evang. Christen für seinen Glauben. Eine Predigt, am 25ten Juni 1830, als am ersten Tage der dritten Säcularfeyer der Übergabe des Augsburgischen Glaubensbekenntnisses, bey dem Vormittagsgottesdienste in der Kirche zu St.Petri zu Budissin gehalten…“, Budissin, 31 S., Museum Zeitz.
- Vorträge und Schriften über Mathematik und Astronomie. Beziehung zur Bildungsgesellschaft, Museum. 1817
- Systema solare in lat. Versen. 1821
- Legegraphologie: Anleitung zur gründlichen und naturgemäßen Behandlung im Lesen und Rechtschreiben "die vorzüglichsten Gegenstände des Landschulwesens und der Verbesserung derselben, mit besonderer Rücksicht auf die Königl. Sächs. Oberlausitz, Budissin 1826 "das Volksschulwesen in den Königl. Sächs. Landen von seiner mangelhaften und hülfsbedürftigen Seite dargestellt und den jetzt versammelten Ständen des Königreichs zu ernster Berathung empfohlen von einem aufrichtigen Schul- und Volksfreunde." Leipzig 1833. Wg: Herzog, Herbergen 65, 159, 148, 161. Gr. 2, 847.[1]